# Wienerwald Initiativ Region
Die Wienerwald Initiativ Region (kurz WIR) ist ein regionaler Zusammenschluss einiger zwischen Wien und St. Pölten gelegenen Wienerwald-Gemeinden in Niederösterreich. Es handelt sich um eine Kleinregion. Sechs der Mitgliedergemeinden sind auch in der LEADER-Region Elsbeere Wienerwald (vormals „5+WIR“).
Ziel der WIR ist unter anderem die Einmaligkeit der Region und die Vermarktung der Stärken durch ein gemeinsames Auftreten in den Bereichen Tourismus, Sport, Kultur sowie Kulinarik darzustellen. Obmann ist der Neulengbacher Bürgermeister.
Teilnehmende Gemeinden sind:
- Altlengbach
- Eichgraben
- Kirchstetten
- Maria Anzbach
- Neulengbach
- Neustift-Innermanzing
- Brand-Laaben
- Asperhofen

## Geschichte
Die WIR wurde 1998 von sieben Gemeinden gegründet. Später stieß Eichgraben als achte dazu. Am 28. April 2002 wurde der 90 Kilometer lange WIR-Rundwanderweg eröffnet. 2005 folgte die Fertigstellung des Radweges zwischen Laaben und Neulengbach. Am 27. Oktober 2002 wurde der Buchberggipfel durch die drei WIR-Gemeinden Neulengbach, Maria Anzbach und Asperhofen für die Öffentlichkeit zugänglich gemacht. Am 26. September 2004 folgte die Wiedereröffnung der neu errichteten Buchbergwarte.